# Stazione meteorologica di Firenze Museo La Specola
La stazione meteorologica di Firenze Museo La Specola era la stazione meteorologica di riferimento relativa alla città di Firenze nel corso del XIX secolo e nella prima metà del XX secolo.

## Caratteristiche

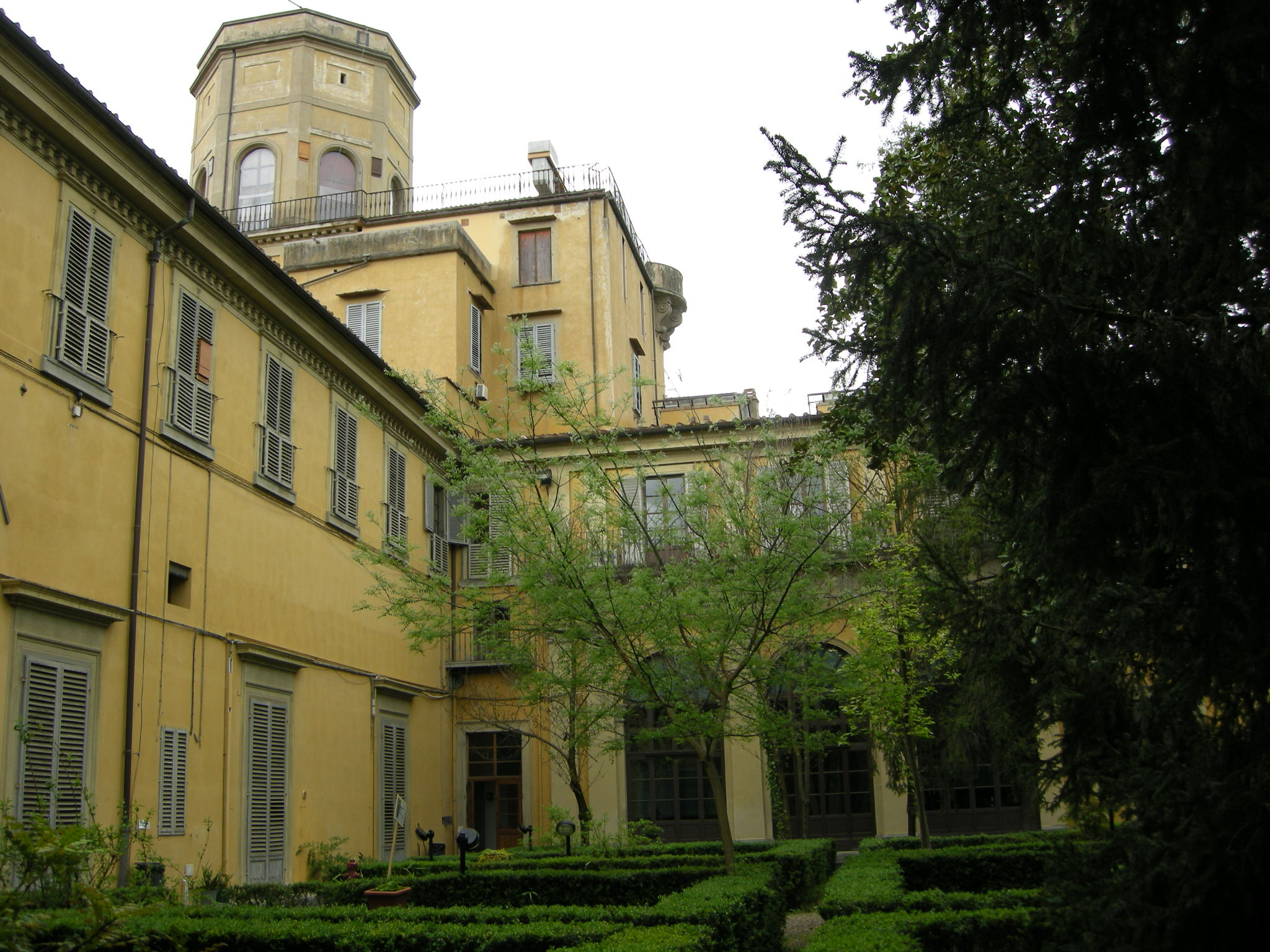
La torre di Palazzo Torrigiani in via Romana dove era ubicata la stazione meteorologica.

La stazione meteorologica era situata nell'Italia Centrale, in Toscana, nel comune di Firenze a 72,6 metri s.l.m.
Ubicata nella zona di Oltrarno ai piedi della collina di Boboli presso la torre di Palazzo Torrigiani (complesso architettonico che ospita il museo di scienze e storia naturale della Specola), la stazione meteorologica è stata attiva fin dall'inaugurazione del Reale Museo di fisica e storia naturale, avvenuta nel 1775, anche se le osservazioni effettuate dal 1775 al 1796 risultano essere andate perse, così come quelle effettuate nel periodo compreso fra il 1810 e il 1831. Fino al 1842 i valori minimi e massimi non era quelli effettivi in quanto venivano effettuati solo rilevamenti in determinati orari, con osservazioni alle ore IX a.m., XII a.m., III p.m. e IX p.m. (dal 1840 anche alle VI p.m.); dal 1843 oltre ai dati delle osservazioni orarie si iniziarono a rilevare anche le temperature minime e massime effettive: nello stesso anno venne anche sostituita la scala Réaumur con la scala Celsius.
La stazione meteorologica entrò a far parte della rete di stazioni dell'Ufficio Centrale di Meteorologia e Geodinamica, ente dal quale poi si è sviluppato nel corso del Novecento l'attuale Servizio meteorologico dell'Aeronautica Militare: i dati delle varie osservazioni e registrazioni di parametri meteorologici erano pubblicate negli annali e negli annuari dell'I.R. Museo di fisica e storia naturale di Firenze.
Nella prima metà del secolo scorso, tuttavia, lo sviluppo del servizio idrologico facente capo al Ministero dei lavori pubblici, portò all'installazione di nuove stazioni meteorologiche cittadine, a cui venne data priorità per l'acquisizione dei dati e l'elaborazione di statistiche meteorologiche le cui pubblicazioni si trovano a partire dal 1916 negli annali idrologici. Inizialmente proseguì la pubblicazione integrale dei dati termometrici della stazione meteorologica sugli Annali Idrologici dal 1924 al 1935, in seguito però l'esistenza di un'altra stazione meteorologica ultrasecolare presso l'Osservatorio Ximeniano, l'installazione nel 1923 della nuova stazione meteorologica di Firenze Reparto Idrografico (anch'essa poi dismessa) e l'apertura dell'aeroporto con l'attivazione della stazione meteorologica di Firenze Peretola (ancora in funzione) da parte del Servizio meteorologico dell'Aeronautica Militare portò ad un lento e inesorabile declino dell'osservatorio meteorologico della Specola fino alla sua definitiva dismissione avvenuta nel corso degli anni cinquanta del secolo scorso.

## Dati climatologici 1901-1930
In base alle medie del trentennio di riferimento climatico 1901-1930 che era in uso alla metà del Novecento e che risulta essere l'ultimo trentennio usato per le elaborazioni delle statistiche climatiche che sono state pubblicate dall'ISTAT sulla base dei dati UCM e UCMEA (dal 1931 i dati vennero forniti dal Ministero dei lavori pubblici attraverso il servizio idrologico), la temperatura media annua si attestava a +14,6 °C (stesso valore del precedente trentennio 1871-1900). Il mese più caldo, luglio, raggiungeva una temperatura media mensile di +24,2 °C (valore inferiore ai +24,8 °C del precedente trentennio); il mese più freddo, gennaio, si caratterizzava invece per una temperatura media mensile di +5,4 °C (superiore ai +4,7 °C del precedente trentennio). A livello stagionale, il trimestre meteorologico estivo raggiungeva una temperatura media di +23,3 °C (valore inferiore ai +23,5 °C del precedente trentennio), il trimestre meteorologico invernale si fermava invece ad una temperatura media di +6,3 °C (valore superiore ai +5,8 °C del precedente trentennio); il trimestre meteorologico autunnale risultava con +15,3 °C (+15,4 °C nel precedente trentennio) mediamente più caldo di quello primaverile che invece si attestava a +13,6 °C (+13,7 °C nel precedente trentennio).
Le precipitazioni medie annue raggiungevano nel medesimo trentennio di riferimento climatico i 785,6 mm (nettamente inferiori agli 871,8 mm del precedente trentennio 1871-1900), con massimo stagionale di 268,2 mm nel trimestre meteorologico autunnale (284,4 mm nel precedente trentennio), minimo stagionale di 127,0 mm nel trimestre meteorologico estivo (142,0 mm nel precedente trentennio), massimo secondario nel trimestre meteorologico primaverile con 197,5 mm (229,7 mm nel precedente trentennio) e minimo secondario stagionale nel trimestre meteorologico invernale con 192,9 mm (215,7 mm nel precedente trentennio); il mese meno piovoso, luglio, si fermava a 25,5 mm medi (37,4 mm nel precedente trentennio) mentre il mese più piovoso, novembre, raggiungeva i 102,8 mm medi (nel precedente trentennio il mese più piovoso era ottobre con 110,9 mm medi).
La frequenza media annua di precipitazioni si attestava a 103 giorni medi, compresi quelli con accumuli inferiori a 1 mm (nel precedente trentennio erano 118 giorni medi), con massima frequenza stagionale in primavera con 30 giorni medi trimestrali (nel precedente trentennio erano 35 giorni medi) e minima frequenza stagionale in estate con 16 giorni medi trimestrali (nel precedente trentennio erano 19); massimo secondario di 29 giorni medi trimestrali in inverno (nel precedente trentennio erano 32 giorni medi), mentre in autunno vi era una frequenza di 28 giorni medi trimestrali (nel precedente trentennio erano 32 giorni medi); la minima frequenza mensile era in luglio e agosto con 4 giorni medi (5 giorni medi nel trentennio precedente per ciascun mese), mentre la massima frequenza mensile era in marzo, novembre e dicembre con 11 giorni medi (nel precedente trentennio erano aprile, novembre e dicembre con 13 giorni medi mensili ciascuno).
| Firenze Museo La Specola (1901-1930) | Mesi | Mesi | Mesi | Mesi | Mesi | Mesi | Mesi | Mesi | Mesi | Mesi | Mesi  | Mesi | Stagioni | Stagioni | Stagioni | Stagioni | Anno  |
| Firenze Museo La Specola (1901-1930) | Gen  | Feb  | Mar  | Apr  | Mag  | Giu  | Lug  | Ago  | Set  | Ott  | Nov   | Dic  | Inv      | Pri      | Est      | Aut      | Anno  |
| ------------------------------------ | ---- | ---- | ---- | ---- | ---- | ---- | ---- | ---- | ---- | ---- | ----- | ---- | -------- | -------- | -------- | -------- | ----- |
| T. max. media (°C)                   | 8,7  | 10,6 | 14,2 | 18,0 | 23,3 | 27,5 | 30,3 | 30,3 | 25,6 | 19,6 | 13,6  | 10,0 | 9,8      | 18,5     | 29,4     | 19,6     | 19,3  |
| T. media (°C)                        | 5,4  | 6,7  | 9,8  | 13,2 | 17,7 | 21,6 | 24,2 | 24,2 | 20,4 | 15,3 | 10,1  | 6,9  | 6,3      | 13,6     | 23,3     | 15,3     | 14,6  |
| T. min. media (°C)                   | 2,1  | 2,7  | 5,3  | 8,3  | 12,0 | 15,6 | 18,0 | 18,0 | 15,1 | 10,9 | 6,5   | 3,8  | 2,9      | 8,5      | 17,2     | 10,8     | 9,9   |
| Precipitazioni (mm)                  | 60,5 | 57,9 | 68,9 | 66,5 | 62,1 | 66,5 | 25,5 | 35,0 | 68,4 | 97,0 | 102,8 | 74,5 | 192,9    | 197,5    | 127,0    | 268,2    | 785,6 |
| Giorni di pioggia                    | 9    | 9    | 11   | 10   | 9    | 8    | 4    | 4    | 7    | 10   | 11    | 11   | 29       | 30       | 16       | 28       | 103   |

## Dati climatologici 1871-1900
In base alle medie del trentennio di riferimento climatico 1871-1900 che era in uso nei primi decenni del Novecento, la temperatura media annua si attestava a +14,6 °C. Il mese più caldo, luglio, raggiungeva una temperatura media mensile di +24,8 °C; il mese più freddo, gennaio, si caratterizzava invece per una temperatura media mensile di +4,7 °C. A livello stagionale, il trimestre meteorologico estivo raggiungeva una temperatura media di +23,5 °C, il trimestre meteorologico invernale si fermava invece ad una temperatura media di +5,8 °C; il trimestre meteorologico autunnale risultava con +15,4 °C mediamente più caldo di quello primaverile che invece si attestava a +13,7 °C.
Le precipitazioni medie annue raggiungevano nel medesimo trentennio di riferimento climatico gli 871,8 mm, con massimo stagionale di 284,4 mm nel trimestre meteorologico autunnale, minimo stagionale di 142,0 mm nel trimestre meteorologico estivo, massimo secondario nel trimestre meteorologico primaverile con 229,7 mm e minimo secondario stagionale nel trimestre meteorologico invernale con 215,7 mm; il mese meno piovoso, luglio, si fermava a 37,4 mm medi mentre il mese più piovoso, ottobre, raggiungeva i 110,9 mm medi.
La frequenza media annua di precipitazioni si attestava a 118 giorni medi (compresi quelli con accumuli inferiori a 1 mm), con massima frequenza stagionale in primavera con 35 giorni medi trimestrali e minima frequenza stagionale in estate con 19 giorni medi trimestrali; massimi secondari di 32 giorni medi trimestrali in autunno e in inverno; la minima frequenza mensile era in luglio e agosto con 5 giorni medi, mentre la massima frequenza mensile era in aprile, novembre e dicembre con 13 giorni medi.
| Firenze Museo La Specola (1871-1900) | Mesi | Mesi | Mesi | Mesi | Mesi | Mesi | Mesi | Mesi | Mesi | Mesi  | Mesi | Mesi  | Stagioni | Stagioni | Stagioni | Stagioni | Anno  |
| Firenze Museo La Specola (1871-1900) | Gen  | Feb  | Mar  | Apr  | Mag  | Giu  | Lug  | Ago  | Set  | Ott   | Nov  | Dic   | Inv      | Pri      | Est      | Aut      | Anno  |
| ------------------------------------ | ---- | ---- | ---- | ---- | ---- | ---- | ---- | ---- | ---- | ----- | ---- | ----- | -------- | -------- | -------- | -------- | ----- |
| T. max. media (°C)                   | 7,8  | 10,9 | 14,1 | 18,7 | 23,2 | 27,5 | 31,0 | 30,3 | 25,8 | 19,6  | 13,3 | 8,3   | 9,0      | 18,7     | 29,6     | 19,6     | 19,2  |
| T. media (°C)                        | 4,7  | 7,0  | 9,6  | 13,8 | 17,7 | 21,6 | 24,8 | 24,2 | 20,8 | 15,3  | 10,0 | 5,7   | 5,8      | 13,7     | 23,5     | 15,4     | 14,6  |
| T. min. media (°C)                   | 1,6  | 3,1  | 5,1  | 8,8  | 12,1 | 15,6 | 18,5 | 18,1 | 15,7 | 11,0  | 6,6  | 3,1   | 2,6      | 8,7      | 17,4     | 11,1     | 9,9   |
| Precipitazioni (mm)                  | 63,9 | 48,8 | 68,2 | 85,1 | 76,4 | 58,6 | 37,4 | 46,0 | 73,6 | 110,9 | 99,9 | 103,0 | 215,7    | 229,7    | 142,0    | 284,4    | 871,8 |
| Giorni di pioggia                    | 10   | 9    | 10   | 13   | 12   | 9    | 5    | 5    | 7    | 12    | 13   | 13    | 32       | 35       | 19       | 32       | 118   |

## Altri dati climatologici

### Termometria, igrometria e tensione di vapore dal 1866 al 1904
Nella tabella sottostante sono indicate le temperature medie mensili e l'umidità relativa media mensile nel periodo compreso tra il 1866 e il 1904.
La temperatura media annua nel periodo esaminato risultava di 14,3 °C. Il mese più caldo, luglio, raggiungeva una temperatura media mensile di +24,5 °C; il mese più freddo, gennaio, si caratterizzava invece per una temperatura media mensile di +4,9 °C.
La temperatura media del trimestre meteorologico estivo si attestava a +23,3 °C, mentre la temperatura media del trimestre meteorologico invernale era di +5,8 °C; tra le stagioni intermedie, il trimestre meteorologico autunnale con una temperatura media di +14,9 °C risultava leggermente più caldo del trimestre meteorologico primaverile che si fermava a +13,4 °C.
L'umidità relativa media annua si attestava ad un valore di 64,1% con valore medio mensile più basso a luglio col 50% e valore medio mensile più alto a dicembre col 76%.
Il valore medio stagionale del trimestre meteorologico estivo si attestava al 53% mentre nel trimestre meteorologico invernale si raggiungeva il valore medio del 73,7%; il trimestre meteorologico autunnale risultava col 68% risultava più umido del trimestre meteorologico primaverile che si fermava al 61,7%.
La tensione di vapore media annua si attestava a 8,5 hPa, con minimo medio mensile di 5,2 hPa a gennaio e massimo medio mensile di 12,1 hPa a luglio e ad agosto; il trimestre meteorologico estivo raggiungeva il valore medio stagionale di +11,8 hPa mentre quello invernale si fermava al valore medio stagionale di 5,4 hPa; nel trimestre meteorologico autunnale il valore medio stagionale di 9,3 hPa era superiore a quello stagionale del trimestre meteorologico primaverile che si attestava a 7,4 hPa.
| Firenze Museo La Specola (1866-1904) | Mesi | Mesi | Mesi | Mesi | Mesi | Mesi | Mesi | Mesi | Mesi | Mesi | Mesi | Mesi | Stagioni | Stagioni | Stagioni | Stagioni | Anno |
| Firenze Museo La Specola (1866-1904) | Gen  | Feb  | Mar  | Apr  | Mag  | Giu  | Lug  | Ago  | Set  | Ott  | Nov  | Dic  | Inv      | Pri      | Est      | Aut      | Anno |
| ------------------------------------ | ---- | ---- | ---- | ---- | ---- | ---- | ---- | ---- | ---- | ---- | ---- | ---- | -------- | -------- | -------- | -------- | ---- |
| T. media (°C)                        | 4,9  | 6,6  | 9,4  | 13,4 | 17,3 | 21,5 | 24,5 | 23,8 | 20,3 | 14,9 | 9,6  | 5,9  | 5,8      | 13,4     | 23,3     | 14,9     | 14,3 |
| Umidità relativa media (%)           | 75   | 70   | 65   | 61   | 59   | 56   | 50   | 53   | 60   | 70   | 74   | 76   | 73,7     | 61,7     | 53       | 68       | 64,1 |
| Tensione di vapore (hPa)             | 5,2  | 5,3  | 6,0  | 7,3  | 8,9  | 11,3 | 12,1 | 12,1 | 11,3 | 9,5  | 7,1  | 5,7  | 5,4      | 7,4      | 11,8     | 9,3      | 8,5  |

### Pluviometria dal 1832 al 1904
Nella tabella sottostante sono analizzate le precipitazioni nel loro complesso.
Gli accumuli pluviometrici medi mensili sono stati esaminati dal 1832 al 1904 e vedevano un totale medio annuo di 889,6 mm. Il trimestre meteorologico autunnale raggiungeva un massimo stagionale medio di 303,5 mm, con novembre mese mediamente più piovoso con 110,4 mm mensili; il trimestre meteorologico estivo risultava il più siccitoso con un minimo stagionale medio di 140,6 mm e col mese di luglio che si caratterizzava per l'accumulo medio minimo mensile di 34,9 mm. Il trimestre meteorologico primaverile raggiungeva il massimo secondario con 230,9 mm, mentre il trimestre meteorologico invernale si fermava a 214,6 mm.
Il numero medio di giorni di pioggia è stato analizzato per il medesimo periodo dal 1832 al 1904 e vedeva un totale medio annuo di 110,7 giorni (il dato include anche le giornate con accumuli pluviometrici inferiori a 1 mm). Il trimestre meteorologico con la maggiore frequenza di giorni di pioggia era quello primaverile con numero medio di 32,7 giorni, mentre quello estivo si caratterizzava per la frequenza minima di 17,6 giorni medi; il trimestre meteorologico autunnale con 31,1 giorni medi si caratterizzava per il massimo secondario nella frequenza, mentre il trimestre meteorologico invernale si attestava a 29,3 giorni medi. Il mese con la frequenza media maggiore era novembre con 12,1 giorni, mentre luglio era il mese con la frequenza media minore con 4,5 giorni.
Il numero medio di giorni di neve è analizzato nel periodo compreso tra il 1889 e il 1904 e include anche i giorni con nevischio e/o nevicate senza accumulo.
La frequenza media annua era di 2,3 giorni distribuiti mediamente tra dicembre e marzo, dove sia il mese di gennaio che quello di febbraio raggiungevano la più alta frequenza mensile media di 0,8 giorni.
Il numero medio di giorni di grandine è analizzato invece nel periodo compreso tra il 1874 e il 1904. La frequenza media annua era di 4,2 giorni, col trimestre meteorologico primaverile che si caratterizzava per la maggiore frequenza stagionale con 1,7 giorni medi; il trimestre meteorologico invernale e quello autunnale si caratterizzavano per la minore frequenza stagionale di 0,8 giorni medi, mentre il trimestre meteorologico estivo si attestava a 0,9 giorni medi. Il mese con la maggiore frequenza era aprile con 0,7 giorni medi, mentre il mese con la minore frequenza era agosto con 0,1 giorni medi.
| Firenze Museo La Specola (1832-1904) | Mesi | Mesi | Mesi | Mesi | Mesi | Mesi | Mesi | Mesi | Mesi | Mesi  | Mesi  | Mesi | Stagioni | Stagioni | Stagioni | Stagioni | Anno  |
| Firenze Museo La Specola (1832-1904) | Gen  | Feb  | Mar  | Apr  | Mag  | Giu  | Lug  | Ago  | Set  | Ott   | Nov   | Dic  | Inv      | Pri      | Est      | Aut      | Anno  |
| ------------------------------------ | ---- | ---- | ---- | ---- | ---- | ---- | ---- | ---- | ---- | ----- | ----- | ---- | -------- | -------- | -------- | -------- | ----- |
| Precipitazioni (mm)                  | 68,9 | 62,8 | 75,3 | 78,4 | 77,2 | 53,6 | 34,9 | 52,1 | 84,2 | 108,9 | 110,4 | 82,9 | 214,6    | 230,9    | 140,6    | 303,5    | 889,6 |
| Giorni di pioggia                    | 10,0 | 8,9  | 10,8 | 11,0 | 10,9 | 7,8  | 4,5  | 5,3  | 7,8  | 11,2  | 12,1  | 10,4 | 29,3     | 32,7     | 17,6     | 31,1     | 110,7 |
| Giorni di neve                       | 0,8  | 0,8  | 0,4  | 0,0  | 0,0  | 0,0  | 0,0  | 0,0  | 0,0  | 0,0   | 0,0   | 0,3  | 1,9      | 0,4      | 0,0      | 0,0      | 2,3   |
| Giorni di grandine                   | 0,3  | 0,3  | 0,6  | 0,7  | 0,4  | 0,4  | 0,4  | 0,1  | 0,3  | 0,2   | 0,3   | 0,2  | 0,8      | 1,7      | 0,9      | 0,8      | 4,2   |

### Temperature estreme mensili dal 1807 al 1942
Di seguito sono indicate le temperature estreme mensili dal 1807 al 1942, con l'anno in cui sono state registrate: mancano tuttora i dati dal 1936 al 1938 e dal 1943 alla data di dismissione definitiva della stazione.
In base ai dati attualmente disponibili la temperatura massima assoluta di +39,5 °C venne raggiunta il 16 agosto 1868 e il 19 luglio 1881, mentre la temperatura minima assoluta di -12,5 °C risale al 30 dicembre 1849.
| Firenze Museo La Specola (1807-1942) | Mesi        | Mesi         | Mesi        | Mesi        | Mesi        | Mesi        | Mesi        | Mesi        | Mesi        | Mesi        | Mesi        | Mesi         | Stagioni | Stagioni | Stagioni | Stagioni | Anno  |
| Firenze Museo La Specola (1807-1942) | Gen         | Feb          | Mar         | Apr         | Mag         | Giu         | Lug         | Ago         | Set         | Ott         | Nov         | Dic          | Inv      | Pri      | Est      | Aut      | Anno  |
| ------------------------------------ | ----------- | ------------ | ----------- | ----------- | ----------- | ----------- | ----------- | ----------- | ----------- | ----------- | ----------- | ------------ | -------- | -------- | -------- | -------- | ----- |
| T. max. assoluta (°C)                | 18,8 (1865) | 20,0 (1846)  | 24,2 (1913) | 30,0 (1865) | 37,0 (1868) | 38,4 (1935) | 39,5 (1881) | 39,5 (1868) | 34,8 (1895) | 30,5 (1868) | 24,3 (1863) | 21,3 (1872)  | 21,3     | 37,0     | 39,5     | 34,8     | 39,5  |
| T. min. assoluta (°C)                | −9,5 (1880) | −10,3 (1929) | −5,3 (1877) | −1,5 (1906) | 3,3 (1902)  | 6,0 (1873)  | 10,4 (1918) | 9,8 (1924)  | 4,4 (1889)  | −1,4 (1890) | −5,8 (1860) | −12,5 (1849) | −12,5    | −5,3     | 6,0      | −5,8     | −12,5 |